# Dominical (Panama)
Dominical è un comune (corregimiento) della Repubblica di Panama situato nel distretto di Renacimiento, provincia di Chiriquí. Si estende su una superficie di 82,5 km² e conta una popolazione di 998 abitanti (censimento 2010).